# Cantone di Espalion
Il Cantone di Espalion era una divisione amministrativa dell'arrondissement di Rodez.
A seguito della riforma approvata con decreto del 21 febbraio 2014, che ha avuto attuazione dopo le elezioni dipartimentali del 2015, è stato soppresso.

## Composizione
Comprendeva i comuni di:
- Bessuéjouls
- Castelnau-de-Mandailles
- Le Cayrol
- Espalion
- Lassouts
- Saint-Côme-d'Olt